# Nesslau (plaats)
Nesslau is de hoofdplaats van de gelijknamige gemeente in het Zwitserse kanton Sankt Gallen en maakt deel uit van het district Toggenburg.

## Geschiedenis
Op 1 januari 2004 fuseerde Nesslau met de toenmalige gemeente Krummenau tot de gemeente Nesslau-Krummenau. Deze gemeente fuseerde op 1 januari 2013 met Stein tot een nieuwe gemeente die werderom de naam Nesslau kreeg.

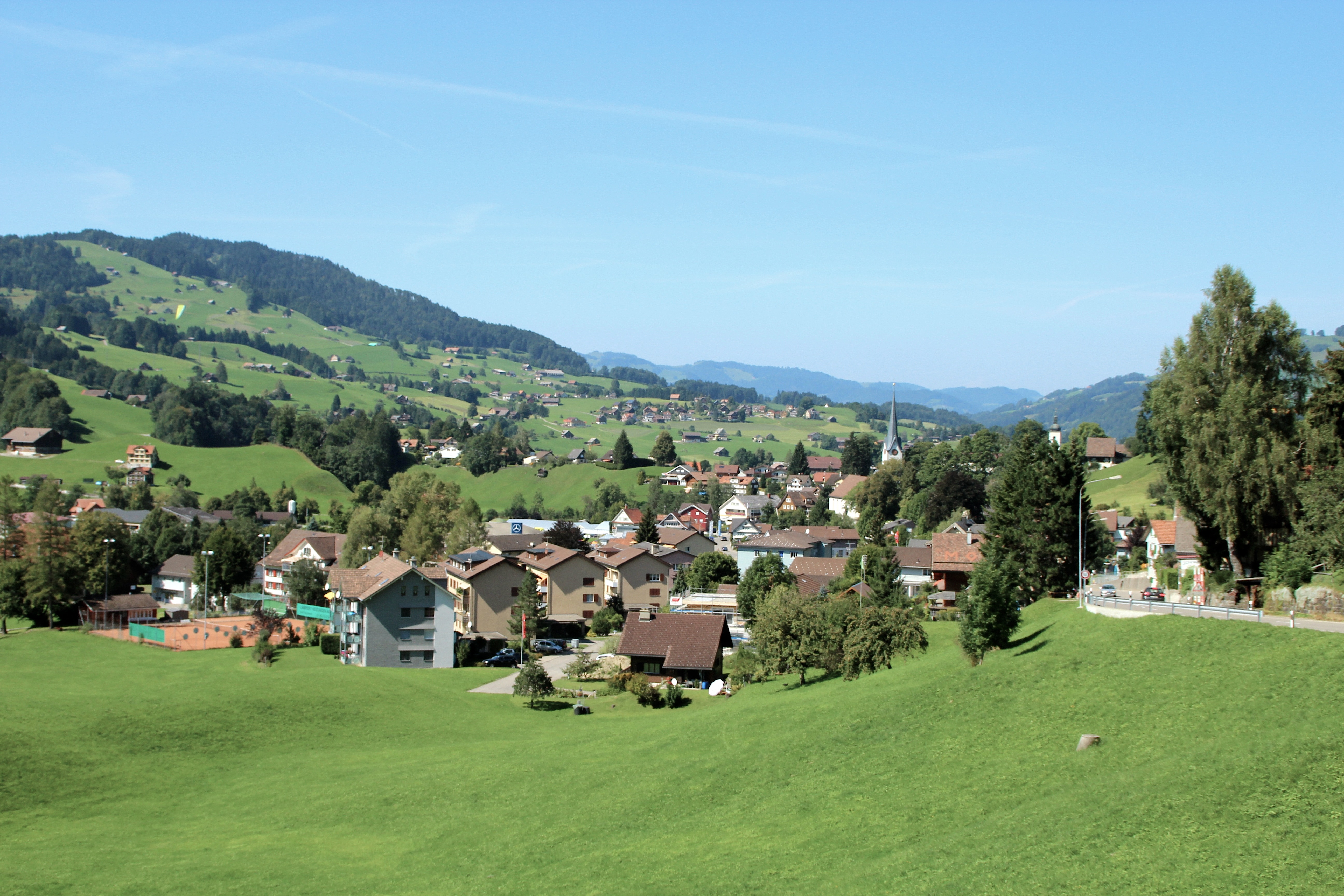
Uitzicht over Nesslau

- Nationale Bibliotheek van Israël: 987007540328405171